# Mario Rigoni Stern

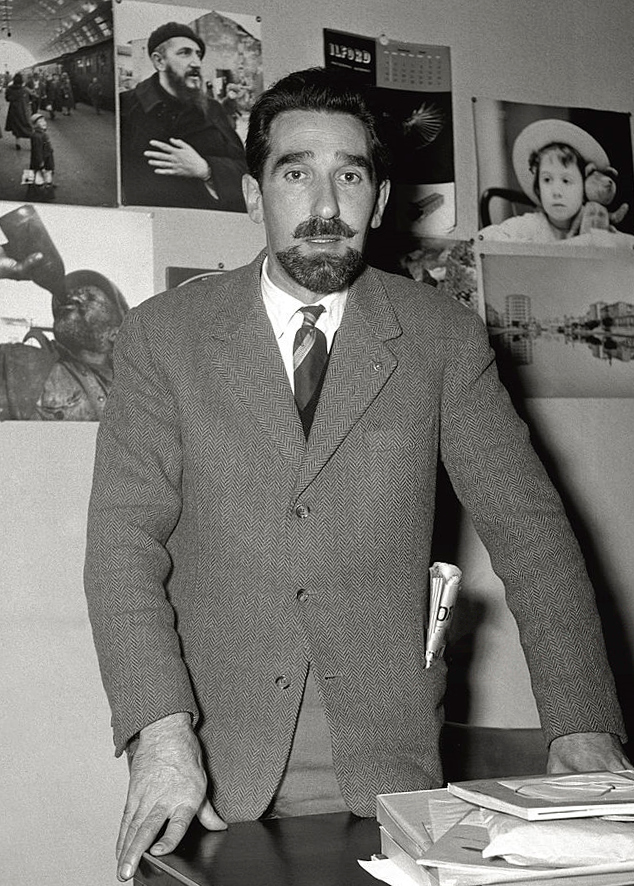
Mario Rigoni Stern en 1958

Mario Rigoni Stern (Asiago, provincia de Vicenza, 1 de noviembre de 1921 - íd., 16 de junio de 2008) fue un escritor italiano. 

## Biografía
Muy ligado a la localidad de su nacimiento, dejó su pueblo en 1938 cuando se inscribió en la Escuela Militar Alpinista de Aosta. Italia entró en guerra como aliada de la Alemania Nazi y Stern se vio obligado a combatir en Francia, Albania y Yugoslavia, para acabar en el frente ruso. Fue uno de los pocos supervivientes que consiguió regresar a Italia. En 1944, Stern fue internado en un campo de concentración alemán para trabajar en minas de hierro y de carbón. Durante su cautiverio, Stern comenzó a escribir sus experiencias como soldado. En 1953 se publicó la primera de sus obras, El sargento en la nieve, relato autobiográfico en primera persona de sus recuerdos en Rusia. A esta obra siguieron otras, casi siempre ligadas a sus experiencias como soldado en la Segunda Guerra Mundial.

## Obras
- Il sergente nella neve (1953) - Premio Bancarellino 1963
- Il bosco degli urogalli (1962)
- Quota Albania (1971)
- Ritorno sul Don (1973)
- Storia di Tönle (1978) - Premio Campiello e Premio Bagutta
- Uomini, boschi e api (1980)
- L'anno della vittoria (1985)
- Amore di confine (1986)
- Il libro degli animali (1990)
- Arboreto salvatico (1991)
- Le stagioni di Giacomo (1995) - Premio Grinzane Cavour
- Sentieri sotto la neve (1998)
- Inverni lontani (1999)
- Tra due guerre e altre storie (2000)
- L'ultima partita a carte (2002)
- Aspettando l'alba e altri racconti (2004)
- I racconti di guerra (2006)
- Stagioni (2006)

## Obras traducidas al español
- El sargento en la nieve, Pre-Textos, 2007.
- Estaciones, Pre-Textos, 2009.
- Historia de Tönle, Pre-Textos, 2004.

- Datos: Q558097
- Multimedia: Mario Rigoni Stern / Q558097